# Sylviidae
I Silvidi (Sylviidae Vigors, 1825) sono una famiglia di uccelli appartenente all'ordine dei Passeriformi.

## Tassonomia
In base alla più recente classificazione del Congresso ornitologico internazionale (settembre 2013) la famiglia comprende 70 specie suddivise nei seguenti generi:
- Myzornis (1 specie)
- Parophasma (1 sp.)
- Pseudoalcippe (2 spp.)
- Horizorhinus (1 sp.)
- Lioptilus (1 sp.)
- Sylvia (28 spp.)
- Lioparus (1 sp.)
- Moupinia (1 sp.)
- Fulvetta (8 spp.)
- Chrysomma (2 spp.)
- Rhopophilus (1 sp.)
- Chamaea (1 sp.)
- Conostoma (1 sp.)
- Cholornis (2 spp.)
- Sinosuthora (6 spp.)
- Suthora (3 spp.)
- Neosuthora (1 sp.)
- Chleuasicus (1 sp.)
- Psittiparus (4 spp.)
- Paradoxornis (4 spp.)

I generi Bernieria, Cryptosylvicola, Oxylabes, Randia e Thamnornis, in passato inclusi in questa famiglia, sono oggi collocati nella famiglia Bernieridae.
I generi Acrocephalus, Nesillas, Iduna, Calamonastides e Hippolais vengono attribuiti alla nuova famiglia Acrocephalidae.
I generi Phylloscopus e Seicercus vengono inquadrati in Phylloscopidae.
I generi Amphilais, Bradypterus, Buettikoferella, Chaetornis, Elaphrornis, Locustella, Megalurus e Schoenicola vengono attribuiti a Locustellidae.

### Specie presenti in Italia
- Capinera (Sylvia atricapilla) - stanziale nidificante
- Beccafico (Sylvia borin) - nidificante migratorio
- Bigia grossa (Sylvia hortensis) - stanziale nidificante
- Sterpazzola (Sylvia communis) - di passo migratorio/svernante nidificante
- Bigiarella (Sylvia curruca) - nidificante migratorio
- Sterpazzola di Sardegna (Sylvia conspicillata) - di passo migratorio/svernante accidentale nidificante
- Magnanina (Sylvia undata) - stanziale nidificante
- Magnanina sarda (Sylvia sarda) - stanziale nidificante
- Sterpazzolina (Sylvia cantillans) - nidificante migratorio
- Occhiocotto (Sylvia melanocephala) - stanziale nidificante